# Zooropa
Zooropa es el octavo álbum de la banda de rock irlandesa U2. Se publicó dos años después de Achtung Baby, álbum con el que el grupo se reinventó a comienzos de los 90, y fue grabado durante la gira promocional de éste, el Zoo TV Tour (1992 a 1993). Se trata, en palabras del mánager del grupo Paul McGuinness, de un álbum "más experimental y esotérico".
Se trata de una profundización del concepto que la banda planteó como una visión satírica de la era de la información y sus efectos en el hombre moderno. El nombre del disco, Zooropa, también fue el nombre la etapa europea de la gira Zoo TV Tour, ya que inicialmente sería un EP que promocionaría dicha etapa, pero su producción se extendió a un álbum completo.
En comparación con otros discos de la banda, este álbum tuvo poca repercusión comercial (cinco millones de discos vendidos), pero dejó en evidencia el afán experimental iniciado con el álbum anterior; la baja en ventas se debe a su poca difusión (se tocó únicamente en el último leg del Zoo TV Tour). A pesar de ello, el disco ganó un Grammy a la mejor grabación (disco) alternativo de 1993. 
Temas con sonidos "a maquinaria" y post punk como Numb mostraron que la banda mantenía su proceso creativo en constante evolución.
El último tema, "The Wanderer", es un tema interpretado por la leyenda de la música country 
Johnny Cash, con segunda voz por Bono.
"Zooropa" llegó al puesto 1 en la lista de Billboard en Estados Unidos.

## Antecedentes
U2 recuperó el favor crítico con su exitoso álbum comercial de 1991 Achtung Baby y el Zoo TV Tour en 1992. El disco fue una reinvención musical para el grupo, incorporando influencias de rock alternativo, música industrial y música electrónica de baile en su sonido. La gira fue un evento multimedia elaborado y saturado que satirizó la televisión y la sobreestimulación del público al intentar inculcar "sobrecarga sensorial" en su audiencia. La banda terminó 1992 con uno de sus años más exitosos, vendiendo 2.9 millones de entradas para conciertos y alcanzando los 10 millones de copias vendidas para Achtung Baby. Sus 73 conciertos norteamericanos del año recaudaron US $ 67 millones, fácilmente la cantidad más alta para cualquier artista de gira en 1992.
El grupo concluyó el tramo estadounidense "Outside Broadcast" de la gira el 25 de noviembre de 1992, dejándolos con un descanso de seis meses antes de que la gira se reanudara en Europa en mayo de 1993 con el tramo "Zooropa". En lugar de usar el tiempo para descansar, el vocalista Bono y el guitarrista The Edge estaban ansiosos por grabar material nuevo. Después de un año agitado de giras, los dos no querían volver a instalarse en la vida doméstica. Bono dijo: "Pensamos que podríamos vivir una vida normal y luego volver a la carretera [en mayo de 1993]. Pero resulta que toda tu forma de pensar, todo tu cuerpo se ha orientado hacia la locura de Zoo TV ... Así que decidimos poner la locura en un registro. Todos giraban la cabeza, así que pensamos, ¿por qué no mantener ese impulso...?" The Edge también deseaba distraerse de las emociones que sentía después de separarse de su esposa durante las sesiones de Achtung Baby en 1991. Los otros miembros, el bajista Adam Clayton y el baterista Larry Mullen, Jr., finalmente acordaron unirse a ellos para la grabación.

## Producción y grabación.

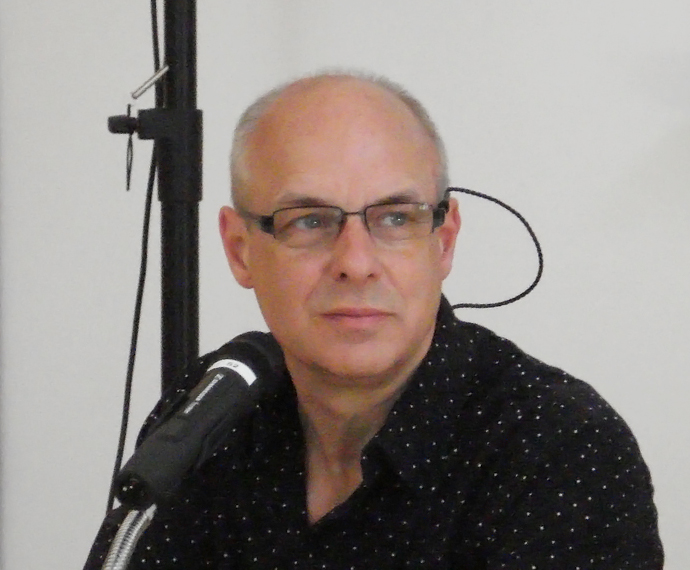
Brian Eno en el Museo Madre de Nápoles

Después de manejar la ingeniería de audio para la grabación de Achtung Baby, Robbie Adams fue invitado por U2 para administrar la mezcla de sonido en el Zoo TV Tour. Adams también grabó las pruebas de sonido de la gira del grupo. En enero de 1993, la banda le pidió que compilara estas grabaciones y creara bucles de partes interesantes que pudieran tocar en el estudio. Después de que Adams pasó algunas semanas armando bucles, el grupo ingresó a The Factory en Dublín en febrero para comenzar a componer demos en bruto. Bono y The Edge estuvieron más involucrados durante este proceso de demostración inicial, que duró seis semanas.
El grupo empleó a Brian Eno y su compañero asistente Mark "Flood" Ellis, quienes trabajaron en Achtung Baby, para producir las sesiones; Daniel Lanois, colaborador de Eno desde hace mucho tiempo, estaba ocupado promocionando su álbum en solitario y no estaba disponible. Similar a las sesiones de Achtung Baby, Eno trabajó en turnos de dos semanas. El grupo a menudo le daba canciones en progreso para ajustar y a las que podía agregar su propia personalidad. Inicialmente, la banda no tenía un plan claro sobre cómo lanzarían el material que se estaba escribiendo. En ese momento, Clayton dijo: "No sé si lo que estamos haciendo aquí es el próximo álbum de U2 o un montón de bocetos que en dos años se convertirán en demos para el próximo álbum de U2". The Edge fue un defensor de hacer un EP de material nuevo para promover la próxima etapa de la gira, describiendo su mentalidad de la siguiente manera: "Tenemos un poco de tiempo libre. Tenemos algunas ideas dando vueltas de el último disco, hagamos un EP, tal vez cuatro nuevas canciones para darle un poco de sabor a la próxima fase de la gira. Será fantástico. Será genial ".
Poco después de que comenzaran las sesiones, Bono presionó para que la banda trabajara hacia un álbum de larga duración. The Edge inicialmente dudó, pero vio la oportunidad como un desafío para grabar rápidamente un álbum antes de regresar a la gira y demostrar que la banda no se había echado a perder por el lujo de un amplio tiempo de grabación. Además, Bono y el gerente de la banda Paul McGuinness habían discutido la posibilidad de lanzar un "golpe doble" de discos desde el comienzo de las sesiones de Achtung Baby. A principios de marzo, U2 llegó a un consenso para trabajar hacia un álbum de larga duración. Al igual que lo hicieron para las sesiones de Achtung Baby, la banda dividió el trabajo entre dos estudios a la vez; Adams operaba una consola de mezclas Soundtracs en The Factory, mientras que Flood usaba una consola SSL en los recién reubicados Windmill Lane Studios.
Debido al límite de tiempo, U2 se vio obligado a escribir y grabar canciones a un ritmo más rápido. Continuaron su larga práctica de tocar en el estudio. Eno y Flood editaron juntos secciones de canciones que les gustaron y luego discutieron los arreglos con el grupo. U2 sugirió alteraciones y agregó letras y melodías, antes de realizar los arreglos editados. Eno usó una pizarra borrable para dar instrucciones y señales a la banda mientras se atascaban; señaló los acordes y varios comandos, como "mantener", "detener", "cambiar" y "volver a cambiar", para dirigir sus interpretaciones. Para grabar todo el material de la banda y probar diferentes arreglos, los ingenieros utilizaron una técnica que llamaron "engorde", que les permitió lograr más de 48 pistas de audio mediante una grabación analógica de 24 pistas, una máquina DAT y un sincronizador . El equipo de producción enfrentó problemas con el derrame de audio en The Factory, ya que todos los miembros del grupo grabaron en la misma sala que la mesa de mezclas y Bono frecuentemente cantaba letras en progreso que tendrían que ser reemplazadas. Los gobos y las cabinas de madera se construyeron para separar los sonidos de los artistas tanto como sea posible.
Las canciones se originaron y se inspiraron en una variedad de fuentes. "Zooropa" fue el resultado de combinar dos piezas musicales separadas, una de las cuales la banda descubrió mientras revisaba las grabaciones de las pruebas de sonido de la gira. La melodía en verso de "Stay (Faraway, So Close!)" Y una pista de acompañamiento instrumental que se convirtió en "Numb" fueron originalmente de las sesiones de Achtung Baby. "Babyface", "Dirty Day", "Lemon" y "The Wanderer" fueron escritos durante las sesiones de Zooropa. El cantante de country Johnny Cash grabó la voz de "The Wanderer" durante una visita a Dublín, y aunque Bono grabó su propia voz para la canción, prefirió la versión de Cash. El equipo de producción y la banda debatieron qué versión incluir en el disco. A lo largo de las sesiones, U2 estuvo indeciso sobre un estilo musical unificador para el lanzamiento, y como resultado, mantuvieron tres listas de pistas potenciales: una para las mejores canciones, una para "vibes" y otra para un álbum de banda sonora. Bono sugirió editar juntos los mejores segmentos de canciones para crear un montaje.
A medida que se acercaba la etapa de la gira "Zooropa" de mayo, U2 continuó grabando mientras ensayaba simultáneamente para la gira. Su límite de tiempo les impedía trabajar en arreglos en vivo para cualquiera de las nuevas canciones. A pesar del ritmo rápido de las sesiones, el álbum no se completó cuando tuvieron que reanudar la gira. Además, Flood y Eno tuvieron que comenzar a trabajar en otros proyectos. The Edge recuerda que todos le decían al grupo: "Bueno, es un EP. Lo hiciste bien, pero se necesita mucho más trabajo para terminar algunas de estas canciones". Sin embargo, la banda no quiso archivar el proyecto, ya que creían que estaban en un "rol creativo" y que estarían en un estado de ánimo completamente diferente si revisaban el material seis meses después.
La solución del grupo fue volar de ida y vuelta entre Dublín y sus destinos de conciertos durante unos diez días para terminar de grabar y mezclar por la noche y durante sus días libres. Clayton calificó el proceso como "la cosa más loca que podrías hacerte a ti mismo", mientras que Mullen dijo: "Fue una locura, pero fue una locura buena, en lugar de una locura mala". McGuinness más tarde dijo que la banda habían quedado casi destrozados en el proceso. El grupo utilizó simultáneamente tres salas separadas en Windmill Lane para mezclar, sobregrabar y editar. Adams dijo que el enfoque agitado significaba "nunca había nadie sentado esperando o haciendo nada". Flood llamó al período uno de "locura absoluta". Evitando la automatización de la consola, los ingenieros adoptaron una actitud de "desempeño en vivo" para mezclar, basada en experiencias pasadas con Lanois. La banda y el equipo de producción se sentaron en la mezcla y ofrecieron aliento, creando, como lo dijo Adams, "una especie de animadora. Todo induce una energía nerviosa en ti y crea mucha presión, y le da a todo un espectáculo. sentir ". Grabación concluida el 14 de mayo de 1993.
En las últimas semanas, la banda decidió excluir las canciones tradicionales de rock y las pistas de guitarra que habían escrito a favor de un "álbum de pop experimental inconexo". The Edge recibió un crédito de producción, el primero en un disco de U2, por el nivel adicional de responsabilidad que asumió para el álbum. Se grabaron veinte canciones durante las sesiones, pero finalmente se eligieron 10 para la lista final de canciones. Una pieza que quedó fuera del disco fue "In Cold Blood", que contó con letras sombrías escritas por Bono en respuesta a la Guerra de Bosnia y fue vista previa antes del lanzamiento del álbum. Otros temas que quedaron fuera del álbum incluyeron "Hold Me, Thrill Me, Kiss Me, Kill Me", "If God Will Send His Angels", "Last Night On Earth", "If You Wear That Velvet Dress" y "Wake Up Dead Man". El primero fue lanzado más tarde como un sencillo de la banda sonora de Batman Forever en 1995, y los últimos cuatro se incluyeron en el siguiente álbum de estudio de la banda, Pop, en 1997.

## Composición

### Música
Con una estética musical aún más "europea" que Achtung Baby, Zooropa se aleja más del sonido "arraigado" del grupo de fines de los años ochenta. Al igual que la forma en que el grupo adoptó la tecnología para el Zoo TV Tour, utilizaron la tecnología como un recurso musical en mayor medida en Zooropa. El disco exhibe influencias adicionales del rock alternativo, la música electrónica de baile y la música industrial: está más sintetizado que el trabajo anterior de U2, presentando varios efectos de sonido, bucles de audio y el uso de sintetizadores. Además del sintetizador de reproducción The Edge, Brian Eno recibió crédito por el instrumento en seis pistas.
La guitarra de The Edge en Zooropa marca un cambio más lejos de su estilo característico, resaltado por una mayor dependencia de los efectos de guitarra y el énfasis reducido de las canciones en sus partes de guitarra. El "Lemon" bailable, llamado "discoteca alemana de la era espacial" por Stephen Thomas Erlewine, Bono describió el distorsionado "Daddy's Gonna Pay For Your Crashed Car" como "blues industrial". La instrumentación de la canción de cierre, "The Wanderer", consiste principalmente en una línea de bajo sintetizada y el grupo la describió como la "última banda del infierno de Holiday Inn". La canción fue secuenciada como la pista final porque U2 quería terminar el álbum en una "broma musical".
Similar a cómo las pantallas de visualización del Zoo TV Tour muestrearon secuencias de video de la programación de televisión, una serie de canciones de muestra de audio de Zooropa. La introducción a la canción principal, "Zooropa", contiene un ruidoso collage de voces humanas indescifrables de señales de radio, acreditadas al "mundo publicitario", reproducidas sobre acordes de sintetizador sostenidos. "Numb", de influencia industrial, presenta un ruidoso telón de fondo de sonidos rítmicos muestreados, que incluyen "sonidos de arcade", un rebobinado Walkman y un chico de Hitler Youth golpeando un bombo en la película de propaganda de 1935 Triumph of the Will. Daddy's Gonna Pay For Your Crashed Car comienza con un fragmento de fanfarria de las canciones favoritas de Lenin y muestras de MC 900 Ft. La canción de Jesús "The City Sleeps".
Las voces en Zooropa son una desviación adicional del estilo anterior de U2. Como Jon Pareles describió, Bono "minimiza su potencia pulmonar" a lo largo del registro, en contraste con su voz apasionada y corpulenta del trabajo anterior. Además, en canciones como "Lemon" y "Numb", Bono canta en un falsete operístico al que llama la voz de "Fat Lady". Dos pistas presentan a otras personas en las voces principales: para "Numb", The Edge ofrece voces principales en forma de una lista monótona de zumbidos de comandos "no"; para "The Wanderer", el músico country Johnny Cash canta voces principales, yuxtaponiendo la naturaleza electrónica de la canción con su voz demacrada.

### Letras
Bono es acreditado como el único letrista de ocho de las diez canciones, mientras que The Edge recibió el crédito único por "Numb". El dúo comparte créditos por la letra de "Dirty Day". La tecnología es un tema común en Zooropa, inspirado en las experiencias del grupo en el Zoo TV Tour. Jon Pareles escribió que las canciones tratan sobre cómo "los mensajes de los medios infectan las almas de los personajes", mientras que el periodista musical David Browne dijo que las canciones están relacionadas con "fracturas emocionales en la era tecno-tronica". El crítico Robert Hilburn interpretó el álbum como U2 investigando lo que vieron como la "desilusión de la era moderna".
"Zooropa" se encuentra entre los letreros de neón de una ciudad futurista bien iluminada. En la introducción de la canción, las voces de fondo preguntan: "¿Qué quieres?" En respuesta a la pregunta, las letras en los primeros tres versículos consisten en varios lemas publicitarios, incluyendo, "Mejor por diseño "," Sé todo lo que puedas ser "y" Vorsprung durch technik ". El crítico Parry Gettelman interpretó estas líneas como "significar el vacío de la vida moderna y sin Dios". En la segunda mitad de la canción, se introduce el tema de confusión moral e incertidumbre, particularmente en las líneas "No tengo brújula / Y no tengo mapa". "Babyface" trata sobre un hombre que practica su amor obsesivo por una celebridad manipulando su imagen en una grabación de televisión. "Lemon", inspirado en un viejo video de la difunta madre de Bono con un vestido color limón, describe los intentos del hombre de preservar el tiempo a través de la tecnología. Esto se refleja en líneas como: "Un hombre hace una imagen / Una imagen en movimiento / A través de la luz proyectada puede verse de cerca". La letra de "Numb" es una serie de comandos "no", en medio de un ruidoso telón de fondo de sonidos. The Edge señala que la canción se inspiró en uno de los temas de Zoo TV, "esa sensación de que estabas siendo bombardeado con tanto que realmente te estabas cerrando e incapaz de responder porque había tantas imágenes e información lanzadas a ti ".
A diferencia de las letras inspiradas en la tecnología de muchas canciones, otras tenían temas más domésticos. "The First Time" fue la interpretación de Bono de la historia del hijo pródigo, pero en su versión, el hijo decide no regresar a casa. Del mismo modo, "Dirty Day" fue escrito sobre un personaje que abandona a su familia y regresa años más tarde para encontrarse con su hijo. Muchas de las letras de las canciones están tomadas de frases que el padre de Bono usaba comúnmente, como "No hay sangre más espesa que la tinta" y "No durará el tiempo de besarse". "Stay (Faraway, So Close!)" Es una canción de amor escrita para una mujer maltratada. Bono basó su letra de "The Wanderer" en el Libro de Eclesiastés del Antiguo Testamento, y modeló el personaje de la canción según el narrador del libro, "The Preacher". En la canción, el narrador deambula por un mundo posapocalíptico "en busca de experiencia", probando todas las facetas de la cultura humana y esperando encontrar un sentido en la vida. Bono describió la canción como un "antídoto para el manifiesto de incertidumbre de Zooropa", y cree que presenta una posible solución a la incertidumbre expresada anteriormente en el álbum.

## Packaging
La funda fue diseñada por Works Associates of Dublin bajo la dirección de Steve Averill, quien había creado la mayoría de las portadas de los álbumes de U2. Brian Williams fue el diseñador gráfico y creó las imágenes digitales y el diseño. Inspirados en las "imágenes de TV electrónica altamente cargadas del Zoo TV Tour en todos sus colores saturados y efervescencia", Works Associates concibió un "tipo de bandera electrónica" para Zooropa. La portada presenta un bosquejo del círculo de estrellas de la Bandera de Europa con un dibujo "astrobaby" en el centro. La ilustración, creada por Shaughn McGrath, era una alteración del "graffiti babyface" de Charlie Whisker que estaba originalmente en la cara del disco compacto / disco de vinilo de Achtung Baby. El dibujo de la portada debía representar una leyenda urbana de un cosmonauta soviético que supuestamente salió flotando en órbita durante semanas después del colapso de la Unión Soviética. En el fondo hay un montaje de imágenes borrosas, similar a la disposición de las imágenes en la manga de Achtung Baby. Las imágenes incluyen tomas de la cara y la boca de una mujer, así como fotografías de líderes europeos, incluidos Vladimir Lenin, Benito Mussolini y Nicolae Ceauşescu. Estas imágenes están oscurecidas por un texto púrpura distorsionado que comprende los nombres de las canciones planificadas para el registro que se proporcionaron a Works Associates durante el proceso de diseño de la funda. Sin embargo, la lista de canciones del álbum finalmente se cambió y los títulos de varias canciones retenidas del álbum se dejaron accidentalmente en la imagen de portada; las canciones incluyen "Wake Up Dead Man", "Hold Me, Thrill Me, Kiss Me, Kill Me" y "If You Wear That Velvet Dress". La autora Višnja Cogan describió este texto como dando la impresión de un "velo rasgado".
Zooropa recibió su nombre por la etapa "Zooropa" del Zoo TV Tour, que comenzó en mayo de 1993 mientras la banda completaba el disco. El nombre es un acrónimo de "zoo" (de Zoo TV Tour y "Zoo Station") y "Europa". Durante la producción del álbum, uno de los títulos propuestos fue Squeaky.

## Lanzamiento
Zooropa completó la obligación contractual de U2 con Island Records y PolyGram, la multinacional que compró Island en 1989. Aunque el grupo era libre de firmar un nuevo contrato en otro lugar, su fuerte relación con el sello y su fundador Chris Blackwell llevó a la banda a permanecer con Island / Polygram al firmar un contrato a largo plazo por seis álbumes en junio de 1993. El "Los Angeles Times" estimó que el acuerdo valía US $ 60 millones para U2, convirtiéndolos en el grupo de rock mejor pagado de la historia. En ese momento, el grupo conocía varias tecnologías emergentes que podrían afectar la entrega y transmisión de música a los consumidores en los años siguientes. El autor Bill Flanagan especuló: "Las tiendas de discos podrían quedar obsoletas ya que la música se entrega por cable, cables telefónicos o transmisiones satelitales directamente a los hogares de los consumidores". Ante la incertidumbre sobre el futuro de estas tecnologías y las implicaciones de la fusión de las compañías de entretenimiento y telecomunicaciones, la banda negoció con Island que la división de sus ganancias de los futuros sistemas de transmisión sería flexible y se decidiría en un momento relevante. U2 jugó con la idea de lanzar Zooropa como una presentación interactiva de audio y video en lugar de formatos físicos convencionales, pero la fecha límite impuesta por el Zoo TV Tour impidió que la banda se diera cuenta de esta idea. La entrega de Zooropa por parte de U2 a fines de mayo sorprendió a PolyGram con la guardia baja, porque no esperaban un nuevo álbum del grupo durante varios años. Con Achtung Baby, PolyGram tuvo aproximadamente seis meses para comercializar el disco y planificar su estrategia de lanzamiento, pero la finalización repentina de Zooropa requirió un plan promocional más apresurado. El presidente / CEO de PolyGram, Rick Dobbis, explicó: "Para el último, nos preparamos para seis meses. Fue como un maratón. Pero esto es como un sprint, y ese es el espíritu en el que se formó. La banda estaba tan entusiasmada con eso. , corrieron para completar el álbum antes de la ... gira. Queremos llevarlo a la calle con ese mismo espíritu ". El marketing de Island / PolyGram y U2 para Zooropa estaba destinado a centrarse menos en los sencillos y más en el registro en general, y, en última instancia, solo se lanzaron tres singles, en comparación con los cinco singles de Achtung Baby. El primer sencillo "Numb" fue lanzado en junio de 1993 exclusivamente en VHS como un "video sencillo". El video musical fue dirigido por Kevin Godley. La canción alcanzó el número siete en Australia y el número nueve en Canadá, y alcanzó el número dos en la lista Billboard Modern Rock Tracks de Estados Unidos.  Sin embargo, no logró aparecer en las listas de singles en el Reino Unido o los Estados Unidos.

### Reediciones
En octubre de 2011, Achtung Baby fue reeditado para conmemorar su vigésimo aniversario; Se incluyeron copias en CD de Zooropa en las ediciones "Super Deluxe" y "Über Deluxe" del lanzamiento. Continuando con una campaña de U2 para volver a emitir todos sus discos en vinilo, Zooropa fue relanzado en dos discos de vinilo de 180 gramos el 27 de julio de 2018. Remasterizado bajo la dirección de Edge, la reedición incluyó dos remixes para conmemorar el 25 aniversario del álbum: "Lemon (The Perfecto Mix)" y "Numb (Gimme Some More Dignity Mix)". Cada copia incluye una tarjeta de descarga que se puede utilizar para canjear una copia digital del álbum.

## Recepción de la crítica
Zooropa recibió críticas generalmente favorables de los críticos. Anthony DeCurtis de Rolling Stone escribió en su crítica de cuatro estrellas que el álbum era "una coda atrevida e imaginativa para Achtung Baby" y que "es variado y vigorosamente experimental, pero su estado de ánimo cargado de vertiginosa anarquía impregnada de temor apenas reprimido proporciona hilo convincente y unificador ". Spin escribió una crítica positiva, comentando que el disco "suena principalmente como una banda que se despoja de su piel, probándose diferentes tamaños para su tamaño". La crítica dice que el álbum "tiene la sensación de una verdadera colectividad", elogiando la cohesión de la interpretación de los miembros individuales de la banda. La revisión concluyó diciendo que Zooropa "indica que U2 podría ser digno de cualquier mutación absurda que los años 90 nos arrojen". Jon Pareles de The New York Times elogió al grupo por transformarse y convertirse en "estridentes, juguetones y listos para abandonar sus viejos hábitos". Pareles disfrutó de los efectos sonoros y electrónicos que hicieron que el "sonido de una banda de cuatro hombres ... difícil de encontrar", y comentó que "las nuevas canciones parecen destinadas no a estadios ... sino a programas de radio nocturnos y escucha privada a través de auriculares ". El Orlando Sentinel le dio al disco una calificación de tres de cinco estrellas, comentando:" Aunque U2 se apoya fuertemente en el sonido electrónico de la música de baile contemporánea, las pistas de ritmo en Zooropa son menos que propulsivo ". La crítica dice que la producción de Eno y las florituras electrónicas hicieron que el álbum fuera interesante, pero que en última instancia, "no hay nada especialmente hummable" y "las canciones no son muy memorables". 
David Browne de Entertainment Weekly le dio a Zooropa una "A", llamándolo "álbum apresurado, de sonido espontáneo y en última instancia estimulante". Browne consideró que sonaba "desordenado" y "desconectado", pero aclaró "esa sensación de incoherencia es el punto" en el contexto de los temas tecnológicos del disco. Concluyó: "Para un álbum que no está destinado a ser un álbum, es todo un álbum". Robert Hilburn, del Los Angeles Times, le dio al disco una puntuación máxima de cuatro estrellas. En dos artículos separados, dijo que "capturó el tono ansioso e incluso paranoico del Zoo TV Tour" tanto que "se erige como el primer álbum de la gira que no incluye ninguna de las canciones de la gira" y, sin embargo, suena como un "recuerdo" de Zoo TV. En una crítica positiva, Jim Sullivan de The Boston Globe calificó el álbum como un "estiramiento creativo", y señaló que la banda experimentó más pero retuvo su sonido reconocible. Comentó que el "alcance de himno anhelante" del grupo y el "encanto pop evidente y furtivo" fueron reemplazados por "rincones más oscuros, interjecciones más disruptivas, más mal humor". Paul Du Noyer de Q le dio a Zooropa un puntaje de cuatro de cinco estrellas, encontrando una "sensación de libertad de ir con la corriente" a lo largo del álbum y llamándolo "desarraigado y suelto, inquieto e inquieto". Para Du Noyer, U2 sonaba "monstruosamente apretado como una unidad interpretativa y fluidamente inventivo como compositores, por lo que los resultados trascienden lo meramente experimental".
Una crítica de The New Zealand Herald fue más crítica, diciendo que el álbum comenzó como un EP y "solo se hizo más largo pero no necesariamente mejor". La publicación lo calificó de "más desconcertante que desafiante" y comentó que "suena como la banda más grande del mundo que tiene una de las crisis más grandes y extrañas de la mediana edad". Jim DeRogatis, del Chicago Sun Times, le dio al disco una crítica de tres estrellas y media, calificándolo de "inconsistente", pero admitiendo que "es satisfactorio y sorprendente escuchar que una banda del estado de U2 es tan juguetona, experimental y francamente extraña". Robert Christgau le dio al álbum una B, llamándolo "medio álbum de Eno" de la misma manera que lo fueron los álbumes producidos por David Bowie, Low y "Heroes", pero diciendo: "La diferencia es que Bowie y Eno estaban más frescos en 1977 que Bono y Eno son hoy ". Los medios de comunicación irlandeses fueron más críticos en sus reseñas del álbum; George Byrne, del Irish Independent, dijo: "Las canciones suenan como si hubieran sido eliminadas en un tiempo doblemente rápido y con tanto pensamiento puesto en las letras como en la verificación de tiempo de un DJ". Byrne comentó que el disco se asemeja a "mucha toma de mickey sobre una variedad de patrones de batería". En una revisión retrospectiva de cuatro estrellas, Stephen Thomas Erlewine de AllMusic declaró que "la mayor parte del disco es mucho más atrevido que su predecesor". Para él, aunque hubo momentos en que el álbum estaba "desenfocado y serpenteante ... los mejores momentos de Zooropa se encuentran entre la música más inspiradora y gratificante de U2".    
Zooropa terminó en noveno lugar en la lista de "Mejores álbumes" de la encuesta de críticos de Pazz & Jop de The Village Voice en 1993. En la 36a. Entrega Anual de los Premios Grammy, ganó el premio al Mejor Álbum de Música Alternativa. En su discurso de aceptación, Bono se burló sarcásticamente de la caracterización "alternativa" que recibió el álbum y usó una blasfemia en la televisión en vivo: "Creo que me gustaría dar un mensaje a los jóvenes de América. Y eso es: continuaremos abusando de nuestra posición y joder a la corriente principal ".

## Zoo TV Tour
La banda comenzó el Zoo TV Tour en febrero de 1992 en apoyo de Achtung Baby. En contraste con las configuraciones austeras del escenario de giras anteriores de U2, Zoo TV fue un elaborado evento multimedia. Satirizó la televisión y la sobreestimulación del público al intentar inculcar "sobrecarga sensorial" en su audiencia. El escenario presentó grandes pantallas de video que mostraban efectos visuales, videoclips aleatorios de la cultura pop y frases de texto intermitentes. En los shows se incorporaron enlaces satelitales en vivo, navegación de canales, llamadas inestables y confesionarios de video.
El álbum de Zooropa fue lanzado en julio de 1993, a mitad de la etapa de la gira de Zooropa. De los 157 espectáculos que la banda tocó durante el Zoo TV Tour, aproximadamente 30 de ellos fueron después del lanzamiento de Zooropa. Muchas de las canciones del álbum encontraron lugares permanentes en las listas establecidas de los programas. "Lemon" y "Daddy's Gonna Pay for Your Crashed Car" fueron interpretados con Bono en su personaje MacPhisto, durante la codificación de la etapa Zoomerang de la gira. "Dirty Day" también se jugó en este tramo después del set acústico. "Numb" se realizó con The Edge tocando la guitarra y con la voz principal, con Mullen interpretando voces de acompañamiento mientras tocaba la batería. "Zooropa" se jugó solo tres veces y "Babyface" dos veces más en los mismos shows en la pierna de Zooropa, pero fueron eliminados de la lista de canciones después de que la banda se disgustó por cómo sonaban en vivo. "Stay (Faraway, So Close!)" Se realizó acústicamente para las piernas Zooropa y Zoomerang.

## Legado
Zooropa está certificado 2 × Platinum en los EE. UU. Por la Recording Industry Association of America, 3 × Platinum en Australia, Platinum en el Reino Unido, y 4 × Platinum en Nueva Zelanda y Canadá. Hasta la fecha, ha vendido más de 7 millones de copias.
Después del lanzamiento del disco, David Bowie elogió a la banda, escribiendo: "[U2] podría ser todo tréboles y marcas alemanas para algunos, pero siento que son una de las pocas bandas de rock que incluso intentan insinuar un mundo que continúe más allá de la próxima gran muralla, el año 2000 ". Aunque el disco fue un éxito, en los años posteriores a su lanzamiento, el grupo lo ha considerado con sentimientos encontrados y rara vez toca su material en presentaciones en vivo. Bono dijo: "Pensé en Zooropa en ese momento como una obra de genio. Realmente pensé que nuestra disciplina pop coincidía con nuestra experimentación y este era nuestro Sgt. Pepper. Estaba un poco equivocado sobre eso. La verdad es que nuestras disciplinas pop fueron decepcionantes. No creamos éxitos. No entregamos las canciones. ¿Y qué sería el Sgt. Pepper sin las canciones pop? ". The Edge dijo que no creía que las canciones fueran "potentes" , afirmando además: "Nunca pensé en Zooropa como algo más que un interludio ... sino uno grandioso, como dicen los interludios. De lejos, nuestro más interesante". Clayton dijo: "Es un disco extraño, mi favorito".
Neil McCormick escribió sobre Zooropa: "Se siente como un trabajo menor, y en general U2 no lo hace menor. Pero si no va a hacer la Gran Declaración, tal vez se le ocurra algo que tenga el oxígeno de música pop ". En 1997, Spin escribió:" Zooropa llevó a U2 lo más lejos posible del misticismo monástico de The Joshua Tree. Liberó a U2 de sí mismo ". Edna Gundersen de USA Today dijo en 2002, "el territorio alienígena de Achtung Baby y Zooropa cimentó la relevancia de U2 y mejoró su prestigio como intrépidos exploradores". En 2011, Rolling Stone clasificó el récord en el número 61 en su lista de "100 mejores álbumes de los años noventa".

## Lista de canciones
1. "Zooropa" – 6:31
2. "Babyface" – 4:01
3. "Numb" (Letra: The Edge/Música: U2) – 4:20
4. "Lemon" – 6:58
5. "Stay (Faraway, So Close!)" – 4:58
6. "Daddy's Gonna Pay for Your Crashed Car" – 5:20
7. "Some Days Are Better Than Others" – 4:17
8. "The First Time" – 3:45
9. "Dirty Day" (Letra: Bono y The Edge/Música: U2) – 5:24
10. "The Wanderer" featuring Johnny Cash – 4:44

"Numb", "Lemon" y "Stay (Faraway, So Close!)" fueron lanzados como sencillos.

## Personal
- Bono: Voces y guitarra.
- The Edge: Guitarras, piano, sintetizadores, voces y producción.
- Adam Clayton: Bajo.
- Larry Mullen Jnr: Batería, percusión y coros.
- Flood: Producción, loops y mezclas.
- Robbie Adams: Ingeniero de grabación.
- Willie Mannion: Ingeniero de grabación.
- Rob Kirwan: Ingeniero de grabación.
- Joe O'Herlihy: Ingeniero de grabación.
- Brian Eno: Sintetizadores, sonidos de arcade (en "Numb"), arreglos y sesión de cuerdas (en "Lemon"), piano, armonio

(en "The First Time"), loops y producción.
- Daniel Lanois: Ingeniero de grabación original en "Numb".
- Des Broadbery: Loops.
- Johnny Cash: Voz líder en "The Wanderer".